# Caneleiro-bordado

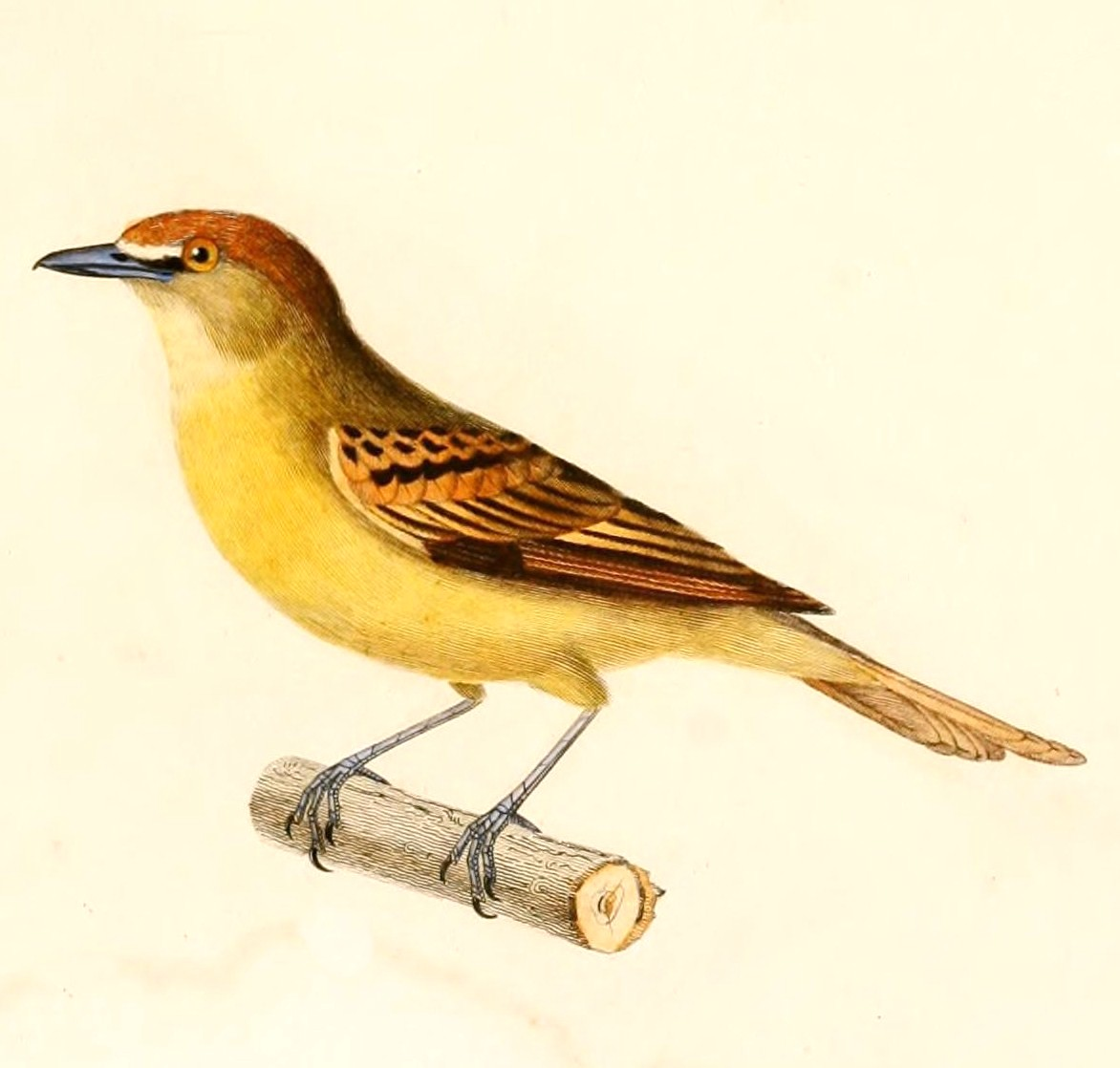
Pachyramphus marginatus 1847

Caneleiro-bordado ou caneleiro-de-barrete (Pachyramphus marginatus) é uma espécie de ave da família Tityridae.
Pode ser encontrada nos seguintes países: Bolívia, Brasil, Colômbia, Equador, Guiana Francesa, Guiana, Peru, Suriname e Venezuela.
Os seus habitats naturais são: florestas subtropicais ou tropicais húmidas de baixa altitude.